# Наомі Шемер
Наомі Шемер (івр. נעמי שמר; 13 липня 1930, кібуц Квуцат Кінерет, підмандатна Палестина — 26 червня 2004, Тель-Авів, Ізраїль) — ізраїльська поетеса та композиторка, авторка неофіційного гімну Єрусалиму «Єрушалаїм шель загав» (Золотий Єрусалим).

## Життєпис
Батьки Наомі, Меїр та Рівка Сапір, вихідці з Вільно, порізно приїхали в 1920-х роках у Землю Ізраїльську і познайомилися в кібуці. Беручи участь у сіоністському робітничому русі, вони не дотримувалися релігійних традицій. У Наомі були молодша сестра Рут і брат Яаков. Після Другої світової війни її батько звільнив живих євреїв з таборів у Європі, і переправляв у Палестину в складі організації «Бріха» («Втеча»).
Підрісши, Наомі стала брати уроки музики в Хайфі. Потім закінчила Єрусалимську музичну академію і повернулася до кібуцу викладати музику для дітей. Тоді ж почала писати пісні.

## Творчість
Наомі Шемер самостійно створювала тексти й музику до своїх пісень, іноді надихаючись музикою й піснями різних країн, з яких євреї поверталися у відроджений Ізраїль. Найвідоміша пісня авторки — «Єрушалаїм шель загав» — Золотий Єрусалим, написана в 1967 році. На початку 1967 року Ізраїльське радіо запропонувало Шемер написати пісню про Єрусалимі для виконання на концерті присвяченому Дню Незалежності. Композиторка трепетно поставилася до цієї задачі — адже дуже багато прекрасних віршів і музики написано про Єрусалим. Настав Пурим, а пісня ще не була готова. Шемер навіть зателефонувала на радіо й попросила звільнити її від цієї честі. Тодішній директор Ізраїльського радіо Гіль Алдема розповідав, що погодився, щоби пісня була не про Єрусалим, але пісню для цього концерту просив все-таки написати, сподіваючись, що в підсумку вона буде про Єрусалим. Уже після смерті Шемер (2004) Алдема стверджував, що Наомі Шемер узяла музику для «Золотого Єрусалиму» з баскської колискової. Пісня Шемер була виконана на концерті й стала тріумфом, оскільки не було ізраїльтянина, який не сумував би за Старим Містом і Західною Стіною Храмової гори. Коли ізраїльські війська через три тижні після концерту звільнили Єрусалим, пісня, яка висловила радість цілої нації, здобула широку популярність. Платівка з піснею розійшлася накладом 300 тисяч примірників, що є рекордом продажів грамплатівок за всю історію Ізраїлю.
Під час Війни Судного дня (1973) музика Шемер уособлювала вже й інші переживання: тривогу і гіркоту від втрат ізраїльських військ, захоплених зненацька сирійцями і єгиптянами.
Пісня «Лу йеһи» («Так буде»), виконана в дні війни, івритська версія пісні The Beatles «Let It Be». Шемер написала пісню «Іш музар» («Дивний чоловік»), присвячену поселенцям Елон-Море, натхненна тим, як десятки тисяч людей приходять заново освоювати звільнені в ході Шестиденної війни ділянки єврейської землі. Шемер вбачала в цьому повернення до коріння, матеріальне втілення любові до країни Ізраїлю.
«Пісня про весну» була написана Шемер в 1975 році в знак протесту проти переговорів про повернення Єгипту Синайського півострова. Героїня цієї сатирично-трагічної пісні — сардина — пропонувала своє тіло по частинах акулі, у відповідь розраховуючи почути привітання «шалом». Коли сардина запропонувала всю себе цілком, акула відкрила рот — і разом з відповіддю з'їла сардину.
Інша пісня Шемер, «Аль коли елі» ([бережи] Всіх цих) пов'язана з болючим моментом в історії Ізраїлю — передачею Єгипту і руйнуванням єврейського міста Яміт з прилеглими поселеннями. Музикантка написала цю композицію, намагаючись втішити сестру, котра овдовіла. У пісні є слова: «Не викорчовуй насаджень». Через півтора року Ізраїль уклав мир з Єгиптом і був змушений евакуювати поселення Яміт на Синайському півострові. Поселенці Яміта довго пручалися. Активісти руху телефонували й дякували композиторці за пісню, яка висловлювала їх почуття.
Пісню «Про рав ховель» (капітан) Наомі Шемер переклала на іврит із поезії Волта Вітмена на трагічну загибель ізраїльського прем'єр-міністра Іцхака Рабина.
Наомі Шемер також написала багато пісень для дітей та цикл пісень до всіх єврейських свят.
У 1983 році Наомі Шемер присуджена Премія Ізраїлю за внесок в культуру країни.
Наомі Шемер залишається однією з кращих і значних творців оригінальної ізраїльської пісенної традиції, а деякі її пісні стали неофіційними гімнами, символами доленосних подій в історії Держави Ізраїль.

## Політичні погляди
Наомі Шемер примикала за своїми поглядами до руху «За неподільний Ізраїль», співчувала поселенцям на контрольованих Ізраїлем території Ерец Ізраель, проте ніколи не давала використати свій авторитет та своє ім'я в політиці.

## Пам'ять
На пам'ять про Наомі Шемер у 2005 році Ізраїльська корпорація з випуску монет та медалей (Israel Coins and Medals Corporation) викарбувала серію золотих і срібних пам'ятних монет номіналом у 1, 2 та 10 шекелів.
На пам'ять про неї над озером Кінерет розпочато будівництво меморіальної оглядового майданчика з видом на озеро.